# Lista de rios da Suíça

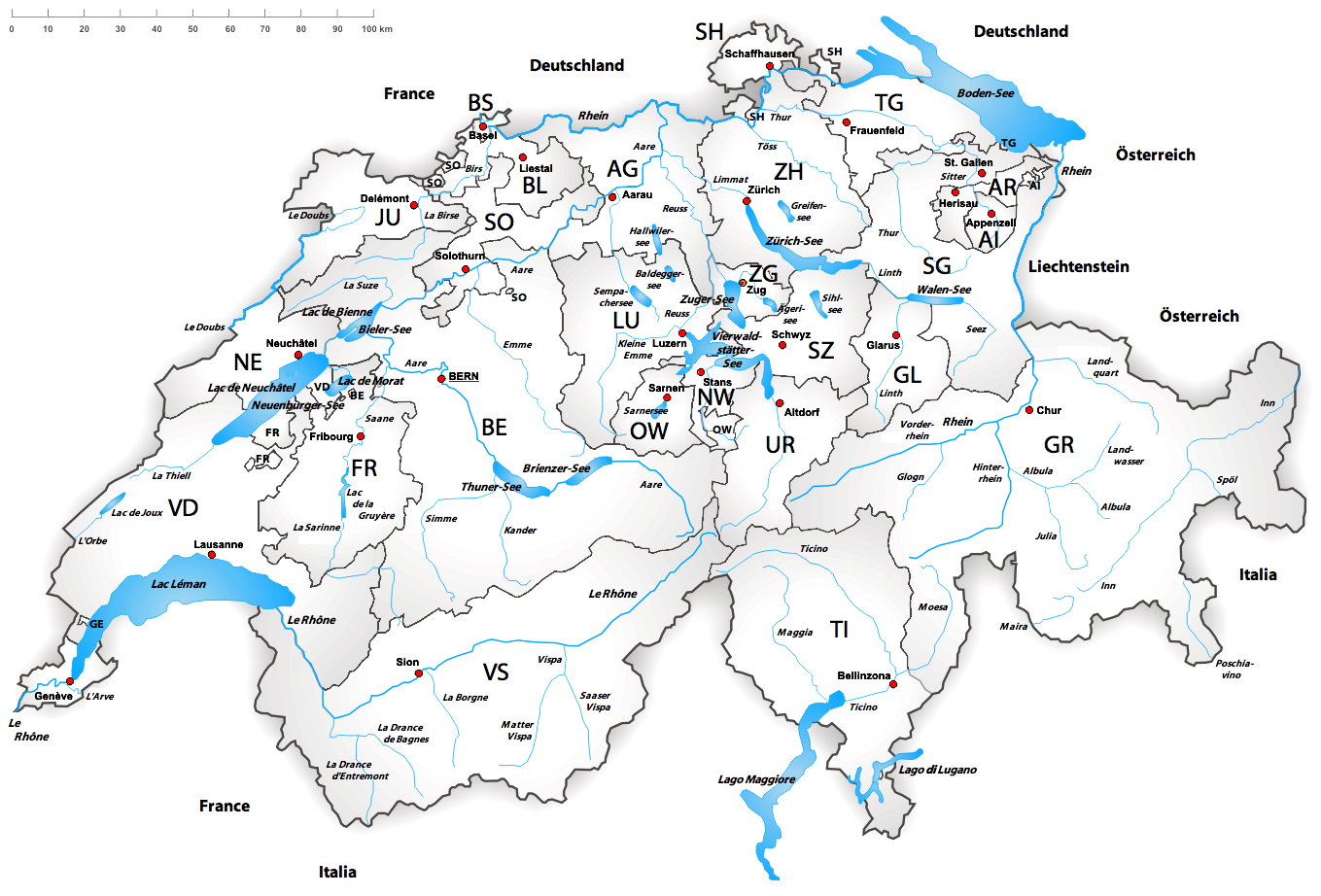
Mapa da Suíça.

Entre os principais rios da Suíça encontram-se
- Rio Aar
- Rio Arve
- Rio Adige
- Rio Inn
- Rio Pó
- Rio Reno
- Rio Rom
- Rio Ródano - Rhône em Fr.
- Rio Tessino